# 古龙山秋海棠
古龙山秋海棠（学名：Begonia gulongshanensis），一种于中国广西壮族自治区靖西县古龙山地区发现的草本植物，隶属于秋海棠科秋海棠属侧膜胎座组（sect. Coelocentrum），属于中国国家二级重点保护野生植物。

## 形态特征
古龙山秋海棠根状茎粗0.3－0.5厘米。托叶三角形，0.2－0.4×0.6－0.8厘米，先端锐尖，正面近无毛，背面具糙硬毛。叶全部基生，互生；叶柄长5－9厘米，具糙硬腺毛；叶片带绿色，不对称，卵状或卵状披针形，12-18×5-9厘米，基部心形，耳状，偏斜或稍偏斜，先端尾状，边缘有细锯齿；正面带绿色，节状刚毛，中间有白色半圆形，主脉沿线有暗红色斑块；淡绿色，节状短柔毛沿着细脉，疏生长柔毛和密被糙伏毛在主脉上；掌状脉约7条主脉，次脉叉状分枝，支脉稍网状，叶脉正面突出。二歧聚伞花序，腋生，花序梗长5-9厘米，具腺毛的长柔毛；苞片早落，长圆状披针形，约5×1毫米，先端渐尖，正面无毛，背面具长刚毛。雄花：花梗长1.1-1.8厘米，具腺毛的长柔毛；花被片4，粉红色到粉红色；外被片2，宽卵形，0.7-1.2×0.7-0.9厘米，先端圆形，边缘全缘，正面无毛，背面具腺毛的长柔毛；内花被片2，狭长圆形或倒卵形，0.6-1.0×0.2-0.25厘米，先端锐尖；雄蕊群辐射对称；雄蕊众多，花丝连接到一半，长约1毫米；花药黄色，倒卵形，长约0.5毫米，先端微缺。雌花：花梗长约1.1厘米，具腺毛的长柔毛；花被片3，粉红色或粉红色；外被片2，宽卵形，约0.9×1.0厘米，先端圆形，边缘全缘，正面无毛，背面具腺毛的长柔毛；内花被片1，长圆形，5-6×2-3毫米，基部楔形，先端锐尖，边缘全缘；花柱3，基部融合；柱头螺旋状，乳头状；子房绿色，椭圆形，长0.8-0.9厘米，具腺毛的长柔毛；胎座顶生，每心皮2节。蒴果下垂，3翅不等；主翅长约3.5毫米，侧翅长约2.1毫米。花期2－5月，果期5－6月。